# Deutsch Evern
Deutsch Evern – miejscowość i gmina położona w niemieckim kraju związkowym Dolna Saksonia, w powiecie Lüneburg. Należy do (niem. Samtgemeinde) gminy zbiorowej Ilmenau.

## Położenie geograficzne
Deutsch Evern leży 6 km na południe od centrum Lüneburga, z którym sąsiaduje od zachodu i północy. Od północnego wschodu sąsiaduje z gminą Wendisch Evern z gminy zbiorowej Ostheide, od południowego wschodu z Bienenbüttel w powiecie Uelzen i od południowego zachodu z gminą Melbeck. Gmina leży bezpośrednio na wschodnim brzegu Ilmenau. Od południa teren gminy ogranicza strumień Dieksbach, mały prawy dopływ Ilmenau.

## Historia
Pierwsza wzmianka o miejscowości Deutsch Evern pochodzi z 1148.
Miejscowość Evern istniała już za czasów Karola Wielkiego, który w 805 roku zatwierdził możliwość osiedlania się kupców saskich aż do rzeki Ilmenau, która była wówczas granicą między germańskimi Sasami a słowiańskimi Drzewianami należącymi do plemion obodrzyckich. O tym sąsiedztwie świadczą nazwy dwóch miejscowości z Evern w nazwie; mianowicie Deutsch Evern („deutsch” = pol. „niemiecki”) i Wendisch Evern („wendisch” = pol. „słowiański”). Mianem Wendowie ówcześni Germanie, a przede wszystkim Sasi, określali Słowian.
Najstarszy do tej pory istniejący budynek pochodzi z 1665 zbudowany w typowym dla tego regionu stylu o konstrukcji muru pruskiego.
Mały pagórek między Deutsch Evern i Wendisch Evern o nazwie Timeloberg jest znany jako miejsce podpisania kapitulacji wojsk Wehrmachtu w północnych Niemczech, Danii i Holandii w dniu 4 maja 1945 na zakończenie tutaj działań wojennych II wojny światowej. Ze strony wojsk brytyjskich podpisywał akt kapitulacji marszałek Montgomery a ze strony niemieckiej admirał Hans-Georg von Friedeburg.

## Współpraca
Miejscowość partnerska:
- Taura, Saksonia

## Transport
Deutsch Evern znajduje się 10 km od węzła Lüneburg-Nord na autostradzie A250. Do dróg krajowych B209 i B4 na wschodniej obwodnicy Lüneburga jest ok. 1,5 km lub jadąc w kierunku Uelzen do B4 w Melbeck są 3 km.